# Denis Perier-Daville
Pour les articles homonymes, voir Perier et Daville.
Denis Périer-Daville, né le 24 janvier 1916 à Paris où il est mort le 18 mars 1996, est un journaliste français. Il est président de la Société des rédacteurs du quotidien Le Figaro et l'un des animateurs du mouvement des Sociétés des rédacteurs dans les années 1960 et 1970.

## Biographie
Denis France Perier est le fils d'Edmond Perier, banquier (Banque Perier frères et Cie), et de Véra Govoroff. Il est l'arrière-arrière-petit-fils de Joseph Perier.

### Journalisme
Denis Perier-Daville travaille pour le journal Franc-Tireur après la Libération avant de rejoindre en 1947 le quotidien Le Figaro, où il passe l'essentiel de sa carrière, en particulier au service politique et à la rubrique justice.
Après avoir été délégué syndical SNJ, il est élu président de la Société des rédacteurs de 1965 à 1975, qui s'oppose à la prise de contrôle du titre par Robert Hersant. 
L'année 1965 voit quatre sociétés de rédacteurs se créer en France dans des titres risquant de changer de mains : 
- au quotidien Le Figaro après le décès de Pierre Brisson;
- à L’Alsace, alors en difficulté économique, qui deviendra L'Alsace-Le Pays;
- au sein du quotidien économique Les Échos, qui venait d'être vendu à Jacqueline Beytout par les frères Jean-Louis Servan-Schreiber et Jean-Jacques Servan-Schreiber.
- à Ouest-France, où des questions se posaient sur la succession du fondateur du journal Paul Hutin-Desgrées[4].

Dans les années 1960, il est président de l'Association de la presse présidentielle. 
Le 1er décembre 1967, il fonde la Fédération française des sociétés de journalistes avec Jean Schwœbel, du quotidien Le Monde, et Rémy Le Goff, de Ouest-France.
En 1975, Denis Périer-Daville quitte Le Figaro lorsque ce dernier est racheté définitivement par Robert Hersant, ce qui entraîne aussi le départ de Raymond Aron, pour rejoindre Le Monde.  
Denis Périer-Daville milite pendant longtemps au Syndicat national des journalistes (SNJ) dont il assure la présidence entre 1972 et 1973.

### Autres activités
Denis Périer-Daville est également conseiller juridique de Christine Boutin et de l'association catholique Familles de France, auprès du kiosque télématique de France Télécom. Grand connaisseur des acteurs de la télématique française, il est notoirement informé des actions engagées en justice (affaires pénales) tant contre Xavier Niel, président de la société Free, que contre d'autres acteurs. Il laisse un mémoire sur ses impressions des débuts de la télématique française, dans le Roman noir du Minitel rose, contre lequel il lutta avec toute son énergie.

## Distinctions
Il est chevalier de la Légion d'honneur et de l'ordre national du Mérite.